# Elis Guri
Elis Guri (ur. 6 lipca 1983 w Szkodrze) – albański i bułgarski zapaśnik, mistrz świata i dwukrotny brązowy medalista mistrzostw Europy.
Urodzony w Albanii, do 2011 roku reprezentował ten kraj, m.in. w igrzyskach olimpijskich w Pekinie, gdzie zajął 8. miejsce. Na igrzyskach w Londynie 2012 występował w barwach Bułgarii i zajął siódmą lokatę w wadze 96 kg. W Rio de Janeiro 2016 ponownie ukończył zawody na siódmym miejscu w kategorii 98 kg.
Największym jego sukcesem jest złoty medal mistrzostw świata w 2011 roku w Stambule. Szósty w Pucharze Świata w 2012 i na igrzyskach śródziemnomorskich w 2005.
- Turniej w Pekinie 2008

Pokonał Karama Dżabira z Egiptu a przegrał z Han Tae-Youngiem z Korei Południowej i Mirko Englichem z Niemiec.
- Turniej w Londynie 2012

Wygrał z Rumunem Alinem Alexucem-Ciurariu i Gruzinem Soso Jabidze a przegrał z  Timofiejem Diejniczenką z Białorusi.